# 2037 (película)
2037 (en coreano, 이공삼칠; romanizado: Igongsamchil) es una película dramática surcoreana de 2022 dirigida por Mo Hong-jin. La película se desarrolla entre reclusas, narra la historia de adultos que quieren dar esperanza a la realidad difícil de creer que le sucedió a una joven de 19 años. Fue estrenada el 8 de junio de 2022.

## Sinopsis
Yoon-young, la protagonista de 19 años, sueña con convertirse en funcionaria pública, vive con su madre soltera sorda y trabaja a tiempo parcial en una cafetería. Una fatídica noche, el compañero de trabajo de su madre la ataca y la viola, y ella lo mata inmediatamente después del incidente cuando amenaza con aprovecharse también de su madre. Después de eso, la encarcelan y solo se refieren a ella como la prisionera número 2037 en lugar de su propio nombre. En esta situación desesperada, se entera de que está embarazada. Deprimida por la noticia, deja de ver a su madre y se relaciona con sus compañeros de prisión en la celda 12, cada uno con su propia historia, que apoyan y protegen a Yoon-young.

## Reparto
- Hong Ye-ji como Yoon Young, una chica de 19 años que está encarcelada por cometer un asesinato[3][4]
- Kim Ji-young como Kyung-sook, la madre con discapacidad auditiva de Yoon Young
- Kim Mi-hwa como Soon Je, la mayor de Cell 12
- Hwang Seok-jeong como Li-ra, una hacker de prisión
- Shin Eun-jung como Seon-su, prisionera que ama leer y valora los principios
- Jeon So-min como Jang Mi, la última reclusa por adulterio antes de la abolición del adulterio.
- Yoon Mi-kyung, una alborotadora enojada que aparece como prisionero en la celda 12 para darle a Yoon Young esperanza en la vida una vez más.
- Kim Do-yeon como Guardia de prisión[5]
- Jung In-ki como Director de prisión[6]
- Seo Jin-won como Juez[7]
- Hong Seo Joon[8]
- Jung In Gi

## Producción
La fotografía principal comenzó el 25 de mayo de 2021 en Paju, Gyeonggi-do.